# Федюківська сільська рада
Федюкі́вська сільська́ ра́да — адміністративно-територіальна одиниця та орган місцевого самоврядування в Лисянському районі Черкаської області. Адміністративний центр — село Федюківка.

## Загальні відомості
- Населення ради: 697 осіб (станом на 2001 рік)

## Населені пункти
Сільській раді підпорядковані населені пункти:
- с. Федюківка

## Склад ради
Рада складається з 14 депутатів та голови.
- Голова ради: Папіровий Володимир Олександрович
- Секретар ради: Єжель Ніна Іванівна

### Керівний склад попередніх скликань
| Прізвище, ім'я, по батькові       | Основні відомості                                                                                              | Дата обрання | Дата звільнення |
| --------------------------------- | --- | ------------ | --------------- |
| Папіровий Володимир Олександрович | Сільський голова, 1972 року народження, освіта незакінчена вища, член Всеукраїнського об'єднання «Батьківщина» | 26.03.2006   | 31.10.2010      |
| Папіровий Володимир Олександрович | Сільський голова, 1972 року народження, освіта незакінчена вища, член Партії регіонів                          | 31.10.2010   |                 |

Примітка: таблиця складена за даними сайту Верховної Ради України

### Депутати
За результатами місцевих виборів 2010 року депутатами ради стали:

#### За суб'єктами висування
| Суб'єкт висування | Кількість обраних депутатів | %    |
| ----------------- | --------------------------- | ---- |
| Партія регіонів   | 10                          | 71,4 |
| Самовисування     | 4                           | 28,6 |

#### За округами
| № округу        | Прізвище, ім'я, по батькові  | Дата визнання обраним | Освіта  | Партійна приналежність | Відомості про обраного депутата                               |
| --------------- | ---------------------------- | --------------------- | ------- | ---------------------- | ------------------------------------------------------------- |
| Партія регіонів |                              |                       |         |                        |                                                               |
| 1               | Дзеціна Тамара Сергіївна     | 03.11.2010            | вища    | член Партії регіонів   | загальноосвітня школа с. Федюківка, вчитель російської мови   |
| 2               | Вишнівецька Людмила Павлівна | 03.11.2010            | вища    | член Партії регіонів   | загальноосвітня школа с. Федюківка, директор                  |
| 3               | Єжель Ніна Іванівна          | 03.11.2010            | вища    | член Партії регіонів   | Федюківська сільська рада, секретар                           |
| 4               | Шпильова Ірина Василівна     | 03.11.2010            | вища    | член Партії регіонів   | загальноосвітня школа с. Федюківка, вчитель хімії             |
| 5               | Єжель Валерій Андрійович     | 03.11.2010            | вища    | член Партії регіонів   | загальноосвітня школа с. Федюківка, вчитель фізичної культури |
| 6               | Бойко Валентина Павлівна     | 03.11.2010            | вища    | член Партії регіонів   | загальноосвітня школа с. Федюківка, вчитель української мови  |
| 7               | Ліпка Людмила Петрівна       | 03.11.2010            | вища    | член Партії регіонів   | загальноосвітня школа с. Федюківка, вчитель початкових класів |
| 9               | Федоренко Віктор Миколайович | 03.11.2010            | середня | член Партії регіонів   | приватний підприємець                                         |
| 11              | Федоренко Людмила Іванівна   | 03.11.2010            | вища    | член Партії регіонів   | Федюківська сільська рада, бухгалтер                          |
| 12              | Гриценко Микола Олексійович  | 03.11.2010            | середня | член Партії регіонів   | Приватна фірма «Агробізнес-центер», тракторист                |
| Самовисування   |                              |                       |         |                        |                                                               |
| 8               | Павлюк Володимир Сергійович  | 03.11.2010            | середня | позапартійний          | тимчасово не працює                                           |
| 10              | Бойко Сергій Григорович      | 03.11.2010            | середня | позапартійний          | тимчасово не працює                                           |
| 13              | Куценко Надія Анатоліївна    | 03.11.2010            | вища    | позапартійна           | тимчасово не працює                                           |
| 14              | Шевчук Валерій Павлович      | 03.11.2010            | середня | позапартійний          | тимчасово не працює                                           |

## Населення
Згідно з переписом УРСР 1989 року чисельність наявного населення сільської ради становила 904 особи, з яких 397 чоловіків та 507 жінок.
За переписом населення України 2001 року в сільській раді мешкало 696 осіб.

### Мова
Розподіл населення за рідною мовою за даними перепису 2001 року:
| Мова       | Відсоток |
| ---------- | -------- |
| українська | 99,14 %  |
| російська  | 0,86 %   |